# Кіптявник
Кіптявник (Myiotheretes) — рід горобцеподібних птахів родини тиранових (Tyrannidae). Представники цього роду мешкають в Андах .

## Таксономія і систематика
Молекулярно-генетичне дослідження, проведене Телло та іншими в 2009 році дозволило дослідникам краще зрозуміти філогенію родини тиранових. Згідно із запропонованою ними класифікацією, рід Кіптявник (Myiotheretes) належить до родини тиранових (Tyrannidae), підродини віюдитиних (Fluvicolinae) і триби монжитових (Xolmiini). До цієї триби систематики відносять також роди Гохо (Agriornis), Негрито (Lessonia), Дормілон (Muscisaxicola) Смолик (Hymenops), Ада (Knipolegus), Сатрапа (Satrapa), Монжита (Xolmis), Сивоголовий кіптявник (Cnemarchus) і Пепоаза (Neoxolmis).

## Види
Виділяють чотири види:
- Кіптявник смугастогорлий (Myiotheretes striaticollis)
- Кіптявник рудий (Myiotheretes fuscorufus)
- Кіптявник колумбійський (Myiotheretes pernix)
- Кіптявник іржастий (Myiotheretes fumigatus)

## Етимологія
Наукова назва роду Myiotheretes походить від сполучення слів дав.-гр. μυια — муха і θηρατης — мисливець.